# フアン・トゥニャス
フアン・トゥニャス（Juan Tuñas, 1917年7月17日 - 2011年4月4日）は、キューバのサッカー選手。ポジションはフォワード。ハバナ出身。
フランスで開催された1938 FIFAワールドカップにキューバ代表のメンバーの1人として出場した。1回戦のルーマニア戦で後半22分に同点となるゴールを挙げており、チームは延長戦の末の引き分け、後日開催された再試合でルーマニアを破っている。しかし2回戦のスウェーデン戦では0‐8の大差で敗退した。
ワールドカップ後は大会での活躍によりメキシコのレアル・クラブ・エスパーニャへと移籍しプレーした。引退後はメキシコシティで暮らしていた。